# Григорій Стороженко (генеральний бунчужний)
Григо́рій Андрі́йович Стороже́нко (* бл. 1680, Ічня, Прилуцький полк, Військо Запорозьке Городове — † 1745) — український військовий і державний діяч доби Гетьманщини, дипломат, правник. Генеральний бунчужний (1727-1729), ічнянський сотник (1715-1741).

## Життєпис
Син ічнянського сотника Прилуцького полку Андрія Івановича Стороженка (* 1652 — † 1715). Дід — прилуцький полковник часів Івана Мазепи Іван Федорович Стороженко (* бл. 1620 — † 1693). Мати — Мотря Гнилозуб-Пашковська — донька прилуцького полкового осавула Хоми Гнилозуба та пасербиця охотницького полковника Григорія Пашковського.
Освіту здобув у Києво-Могилянській академії. 1709 поступив на службу до Війська Запорозького, разом з батьком взяв участь у Полтавській битві на боці Московського царства, а також — у «ближніх» походах 1710-1715, зокрема — у Прутському поході.
Після смерті батька 29 серпня 1715 зайняв уряд ічнянського сотника. 1716 очолював сотню під час будівництва Печерської фортеці у Києві. 1717 — у Царицинському поході. 1722 — у Перському поході. Влітку 1722 відправлений наказним гетьманом Данилом Апостолом з річки Сулак, де стояв козацький корпус у Персії, до ставки Петра І у Астрахань з «прошением о нуждах походніх малороссийских». Російським імператором спрямований до Москви, де був прийнятий у Сенаті та привіз звідти «милостивейшую грамоту» для Генеральної військової канцелярії. У цей час також був у складі різних комісій при ГВК.
1 (12) жовтня 1727 взяв участь у раді в Глухові, на якій Данило Апостол був обраний гетьманом, а Стороженко — генеральним бунчужним. Також отримав посаду асесора Генерального військового суду. Паралельно продовжував тримати уряд ічнянського сотника. У наступні роки неодноразово виконував дипломатичні доручення гетьмана, їздив у Москву та Петербург. 1727 дістав аудієнцію в Петра ІІ. 1729 привіз гетьману грамоту від імператора.
Отримав від Д. Апостола універсали на села Іржавець, Томашівку, Ступаківку. У 1728-1730-х ГВК розглядала справу про розмежування його ґрунтів в Іржавці, Мартинівці, Рожнівці та Парафіївці. За ревізією 1730 володів 264 дворами.
Після смерті гетьмана Апостола 1734 за дорученням «правителя Малоросії» Олексія Шаховського займався слідствами, а також розподілом «окладов и порционов комиссарам». У 1735-1737 проживав у Москві, виконував роботу з упорядкування зводу малоросійського права. Перебував у комісії, що розмежовувала землі між ландміліцькими полками та Орільськими містами. 1737, 1739, 1740 обирався кандидатом на посади генерального бунчужного, генерального судді та генерального підскарбія. 1738-1739 очолював Ічнянську сотню у Хотинському поході.
1738 вів тяжби за поля, сіножаті, млини і хутір з підданими бунчукового товариша Якова Жураківського та графа Сави Рагузинського. 1741 приводив Лубенський полк до присяги на вірність Єлизаветі Петрівні. 23 вересня того ж року вийшов у відставку за віком у званні бунчукового товариша. Помер 1745 у родинному маєтку в Іржавці.

## Родина
Був одружений двічі: з донькою чернігівського полкового судді Василя Томари Уляною та з донькою бунчукового товариша Андрія Лизогуба Євдокією (удовою Якима Кулябки). Мав семеро дітей.
- Степан Григорович (* 1710 — † 1758) — яблунівський сотник Лубенського полку (1740-1758);
- Андрій Григорович (* ? — † 1753) — ічнянський сотник після відставки батька (1741-1753);
- Петро Григорович (* ? — † 1748) — канцелярист ГВК.